# (8410) Hiroakiohno
(8410) Hiroakiohno – planetoida z pasa głównego asteroid okrążająca Słońce w ciągu 5 lat i 306 dni w średniej odległości 3,24 au. Została odkryta 24 sierpnia 1996 roku. Przed nadaniem nazwy planetoida nosiła oznaczenie tymczasowe (8410) 1996 QZ1.